# Hilmar Baunsgaard
Hilmar Baunsgaard (26. února 1920 – 2. července 1989) byl dánský politik. V letech 1968–1971 byl premiérem Dánska, když po volbách roku 1968 opustil tradičního koaličního partnera Sociální demokracii a vytvořil středo-pravicový kabinet s Konzervativní stranou a stranou Venstre. V letech 1961–1964 byl ministrem obchodu. Byl představitelem strany Det Radikale Venstre (v doslovném překladu "radikální levice", avšak strana je spíše liberálně-sociální). V letech 1971–1975 byl předsedou parlamentního klubu strany.
Jeho vláda udělala některá razantní liberalizační opatření, například zrušila cenzuru pornografie či povolila potraty.